# 小野高政
小野 高政（おの たかまさ）は、戦国時代から安土桃山時代の武将。当初は江戸氏を称した。

## 略歴
上野国新田の人で、最初は岩松氏に、後に館林城主長尾顕長に仕える。天正13年（1585年）佐野宗綱勢が彦間城を攻撃した際に父と共に戦功があった。天正18年（1590年）徳川家康が江戸に入るとその家臣となり、皆川広照の配下となった。この際に江戸の苗字を憚って小野と改めている。慶長5年（1600年）徳川秀忠の上田合戦に従軍した。